# Gard Sveen
Gard Sveen (ur. 8 marca 1969) – norweski pisarz powieści kryminalnych.
Ukończył szkołę średnią w Oslo 1988. Ukończył studia politologiczne, a potem pracował w norweskim Ministerstwie Obrony Narodowej. Jest pierwszym w historii pisarzem, który za debiutancką powieść (Ostatni pielgrzym) otrzymał trzy nagrody: Rivertona (Złoty Rewolwer w 2013), Szklany Klucz (za najlepszy kryminał skandynawski w 2014) i Nagrodę Mauritsa Hansena (Świeża Krew w 2014). Stworzył cykl powieściowy ze śledczym Tommym Bergmannem.

## Powieści
- Den siste pilegrimen (Ostatni pielgrzym), 2013,
- Helvete åpent (Otwarte piekło), 2015.